# Keating Five
Die sogenannten Keating Five waren fünf Senatoren im US-Senat, die im Jahr 1989 der Korruption beschuldigt wurden. Dies löste als Teil der sogenannten Savings-and-Loan-Krise Ende der 1980er und Anfang der 1990er einen großen politischen Skandal aus.
Die vier demokratischen Senatoren Alan Cranston (Kalifornien), Dennis DeConcini (Arizona), John Glenn (Ohio) und Donald W. Riegle (Michigan) sowie der Republikaner John McCain (Arizona) wurden beschuldigt, 1987 in unzulässiger Weise zugunsten von Charles H. Keating (1923–2014) interveniert zu haben. Dieser war während jener Zeit Vorsitzender der Lincoln Savings and Loan Association, welche Ziel einer Untersuchung des Federal Home Loan Bank Board (FHLBB) war. In der Folge nahm das FHLBB Abstand von einer weiteren Untersuchung und Maßnahmen gegen Lincoln.
Lincoln Savings and Loan brach 1989 zusammen, was die Bundesregierung für Rettungsmaßnahmen ca. 2 Mrd. US$ kostete. Etwa 23.000 Inhaber von Lincoln-Anleihen verloren ihr Kapital und viele ältere Investoren ihre Ersparnisse und Altersversorgung. Die erheblichen Spenden, die Keating an jeden der Senatoren getätigt hatte, insgesamt 1,3 Mio. US$, weckten das öffentliche Interesse. Nach einer langwierigen Untersuchung stellte die Ethik-Kommission des Senats 1991 fest, dass Cranston, DeConcini und Riegle in erheblicher und unzulässiger Weise in die Untersuchung des FHLBB über Lincoln Savings eingegriffen hatten. Cranston erhielt einen formellen Verweis. Die Senatoren Glenn und McCain wurden vom Vorwurf des unzulässigen Handelns freigesprochen, wurden aber für ihr mangelndes Urteilsvermögen kritisiert.
Alle involvierten Senatoren beendeten ihre Amtszeit regulär. Nur Glenn und McCain stellten sich zur Wiederwahl, was beiden erfolgreich gelang. McCain wurde bis zu seinem Tod 2018 mehrfach als US-Senator wiedergewählt. Bei den Präsidentschaftswahlen 2008 wurde McCain als Kandidat der Republikaner nominiert.